# Christian Dutoit
Pour les articles homonymes, voir Dutoit.
Christian Dutoit, né le 18 octobre 1940 à Rabat (Maroc) et mort le 5 septembre 2021 à Paris, est un journaliste français, fondateur et dirigeant de plusieurs services et chaînes de télévision. 
Proche de Pierre Desgraupes, il fait sa carrière à l'ORTF, dans les années 1960 et 1970. En 1981, il est nommé sous sa présidence, à la direction des programmes d'Antenne 2. 
On le retrouve ensuite chargé du développement et du lancement de La Cinq en 1985. Après sa privatisation en 1987, il codirige l'antenne de TF1 puis il conçoit et lance sa chaîne d'information LCI en 1993. 
En 1995, il conçoit et lance les 18 chaînes du bouquet AB-sat (Mediawan) puis élabore la chaîne i>télévision (CNews) pour le groupe Canal+ à partir de 1997 pour laquelle il est nommé directeur général. En 2002, il prend la direction du groupe de productions Expand (Canal+). 
De 2003 à 2009, il est membre du Conseil supérieur de l'audiovisuel.
En 2009, il rejoint le Conseil économique, social et environnemental.

## Débuts de carrière au Maroc
Alors que le Maroc est encore sous protectorat français, le jeune Christian Dutoit fait ses études au Lycée d'Oujda. Bien qu'il soit âgé de 16 ans et qu'il n'ait pas achevé ses études, il entre comme journaliste au quotidien Le courrier du Maroc en 1956.
Il collabore ensuite successivement à l'agence United Press International et à l'Agence centrale parisienne de presse, concurrente de l'AFP, pour lesquelles il assure la couverture de la guerre d'Algérie.

## La télévision à l'ORTF
En 1963, il entre à la Radiodiffusion-Télévision Française qui devient l'ORTF une année plus tard, comme journaliste affecté au bureau des informations à Paris, alors sous l'égide de Raymond Marcillac. La rédaction de la télévision nationale se situe dans les mythiques locaux de la rue Cognac-Jay. Il sélectionne, traite, réécrit et transmet les dépêches imprimées par les téléscripteurs de toutes agences.
Dès lors, il est très proche de Pierre Desgraupes dont il devient progressivement le bras droit, jusqu'en 1985.
Cette époque télévisuelle est principalement marquée par le succès du célèbre et populaire magazine d'actualités Cinq colonnes à la une.
Le 3 avril 1967, il participe à la création du tout premier journal télévisé de la deuxième chaîne ORTF, pour lequel il est nommé chef d'édition.
Le 12 mai 1968, à la suite d'une censure directe, les journalistes et producteurs de Cinq colonnes à la Une entament une grève à laquelle participe ensuite toutes les catégories de personnel de l'ORTF.
Durant l'été 1968, le gouvernement licencie ou mute une soixantaine de journalistes, des producteurs et des techniciens; Christian Dutoit est licencié au même titre que ses célèbres confrères Claude Darget, Frédéric Pottecher, Emmanuel de La Taille, Léon Zitrone, Robert Chapatte, François de Closets, Thierry Roland, Roger Couderc, Michel Drucker, Maurice Séveno, Michel Honorin, Jean-Claude Dassié, Jacques Alexandre, Philippe Harrouard et Daniel Estève.
L'émission Cinq colonnes à la une fait aussi les frais de ce mouvement; certains journalistes, réalisateurs ou producteurs doivent attendre jusqu'en 1981 pour reprendre du service.
Durant une courte période de transition, Christian Dutoit participe à la création d'une unité de production alternative à l'initiative du créateur du Centre de recherche sur l'éducation permanente et l'action culturelle (CREPAC).
Il collabore ainsi à Scopcolor, mouvement de contre-pouvoir des informations officielles produisant des documentaires de 52 minutes sur pellicule 16 mm; à l'instigation de Roger Louis, ancien grand reporter et de Marcel Trillat, tous deux anciens de Cinq colonnes à la une, il côtoie aussi Frédéric Pottecher, Robert Doisneau, Sylvie Jézéquel, Jean Lanzi, Alain Claverie, Pierre-Henri Arnstam.
À l'occasion du changement politique ayant suivi l'élection du président Georges Pompidou, le Premier ministre Jacques Chaban-Delmas entend réformer l'ORTF et donner à l'information une certaine indépendance éditoriale, avec notamment la suppression du ministère de l'Information, en novembre 1969.
Pierre Desgraupes est invité à revenir à la télévision; Il embauche ce qui va devenir l'élite du journalisme français dans les années 80  : Paul Lefèvre, Christian Dutoit, François de Closets, Emmanuel de la Taille (tous licenciés de l'ORTF après Mai 68), Pierre Lescure, Pierre Géraud,  Michel Thoulouze, Jean-Claude Pâris, Jean-Pierre Guérin, Michel Drucker, François-Henri de Virieu, Olivier Todd, Michel Bassi, Jean-Pierre Elkkabbach, Philippe Gildas et Étienne Mougeotte... Desgraupes demande que Christian Dutoit soit réintégré en novembre 1969, au poste de rédacteur en chef de l'édition "Télé-Midi - Information Première" sur la première chaîne ORTF.
Christian Dutoit est également nommé rédacteur en chef adjoint du journal de 20h, Information Première, où il retrouve François-Henri de Virieu, Étienne Mougeotte, Philippe Gildas, Marc Gilbert ou encore Joseph Pasteur.
En 1971, après avoir dirigé la radio publique, Roland Dhordain est chargé de présider la première chaîne de télévision de l'ORTF.
Pour constituer son équipe, il fait appel à Pierre Desgraupes, Pierre Wiehn, Christian Dutoit, Étienne Mougeotte, Joseph Pasteur, Philippe Gildas et François Henri de Virieu... Pour laquelle il estime qu'il s'agit « d'une équipe de francs-tireurs dont le pouvoir se débarrasse assez vite ».
En 1972, Christian Dutoit refuse sa mutation sur la deuxième chaîne ORTF; il est alors affecté au département de la formation professionnelle et il va former de nombreux jeunes espoirs, dans le cadre du Centre de formation des journalistes de l'ORTF, jusqu'en 1974.

## Les années Antenne 2
L'année 1974 est marquée par de nouveaux changements politiques avec la mort inattendue du président Georges Pompidou et l'élection de Valéry Giscard d'Estaing. Après le démantèlement de l'ORTF, Marcel Jullian, premier PDG d'Antenne 2, nomme Christian Dutoit rédacteur en chef technique de l'information en 1975 à la deuxième chaîne nationale.
Marcel Jullian lui propose de devenir secrétaire général à la production, ce qui lui permet de monter dans la hiérarchie d'Antenne 2 et d'intégrer pour la première fois, le cercle des dirigeants de télévision. 
Mais dès l'arrivée de Jean-Pierre Elkkabbach à la direction de l'information d'Antenne 2 en 1977, Christian Dutoit est relevé de ses fonctions.
Avec le nouveau changement politique de mai 1981, le nouveau premier ministre Pierre Mauroy nomme Pierre Desgraupes à la présidence d'Antenne 2.
Son bras droit Christian Dutoit le rejoint alors, pour la période historique la plus faste de la chaîne.
Parmi les responsables de programmes qui sont sélectionnés, on compte notamment Pascale Breugnot, Catherine Clément, Nicole Courcel, Georges Conchon, Claude Goretta et Bernard Pivot. Dès 1981, Desgraupes tient à ce que chaque délégué contrôle une unité de programmes autonome et qu'il assume individuellement la responsabilité éditoriale et financière de son secteur.
Dutoit et Michel Thoulouze se déplacent jusqu'au domicile de Pierre Lescure pour le convaincre de rejoindre Antenne 2 afin de diriger les variétés et les émissions pour la jeunesse.
Dutoit présente ensuite le monteur créatif Alain de Greef à Pierre Lescure, alors en quête d'un « véritable numéro 2 » pour les variétés et divertissements; Dutoit estime que leur travail en commun sera productif pour Antenne 2. L'aventure commune des Enfants du rock et du futur Canal+ s'engage. Dans son autobiographie parue en 2012, Lescure déclare que « Dutoit a eu du nez » quand il lui a conseillé De Greef.
Progressivement, la deuxième chaîne devient première en audience et connaît de nombreuses innovations : Christine Ockrent à la présentation du journal de 20h, Télématin, les Enfants du rock, L'Heure de Vérité, le magazine Ciné Cinémas, Champs-Élysées, La Chasse aux trésors, Résistances, Gym Tonic, Psy-Show ou encore Le Théâtre de Bouvard, ainsi qu'un traitement éditorial original des émissions.
L'année 1983 voit ainsi Antenne 2, pour la seule et unique fois de son histoire, dépasser TF1 avec 55% de parts d'audience. 
Fort du succès de la deuxième chaîne et à la suite du départ forcé de Pierre Desgraupes, mis à la retraite d'office le 13 septembre 1984, par une loi spécialement votée à cet effet, Christian Dutoit est pressenti pour lui succéder à la tête d'Antenne 2 et être nommé par la Haute autorité de l'audiovisuel.

## Les chaînes privées
En 1984, Christian Dutoit et Pierre Lescure sont pressentis par André Rousselet pour diriger Canal+; Dutoit décline et lui conseille de choisir Pierre Lescure.
Au printemps 1987, Michèle Cotta conseille à Francis Bouygues de recruter Christian Dutoit pour soutenir le dossier de candidature pour la privatisation de TF1 : il préconise une nouvelle grille de programme, visant à fidéliser les téléspectateurs; une stratégie que Bouygues valide.
En 1985, il quitte le service public pour participer au lancement de La Cinq, projet piloté par Jérome Seydoux
Il tente aussi de convaincre sans succès son complice Michel Drucker, de le rejoindre sur La Cinq.
La Cinq est en concurrence directe avec TF1 et les spécialistes estiment que le gâteau publicitaire ne peut pas permettre à toutes les chaînes de subsister, Christian Dutoit réussit un coup double : diffuser certaines retransmissions de boxe tout en offrant en contrepartie des rencontres aux producteurs, de l'espace publicitaire à l'antenne qu'ils ont le loisir de commercialiser directement. Le publicitaire Jacques Séguéla, patron d'Havas-Advertising accepte d'en acheter la moitié, pour 2,5 millions de francs (381 000 €).
En 1987, Francis Bouygues, PDG de TF1 qui vient de recruter Étienne Mougeotte, propose à Christian Dutoit de devenir le numéro deux de l'antenne fraichement privatisée; c'est-à-dire son directeur général adjoint. Également sollicités, Philippe Labro et Pierre Lescure déclinent les propositions de rejoindre TF1
Christian Dutoit est considéré par Étienne Mougeotte, comme étant à la fois agile, imaginatif et intuitif. Francis Bouygues fait comprendre à Christian Dutoit qu'il a des ennemis dans la profession mais que cela ne l'empêchera pas de l'embaucher. Le 27 avril 1987, Dutoit accepte la proposition de TF1 privatisée dont la direction de la rédaction est proposée à Jean-Claude Pâris, sans qu'il l'accepte, ni la refuse. Michèle Cotta quitte ses fonctions à la Haute autorité de l'audiovisuel en septembre 1986, à la suite du changement politique et de gouvernement puis Christian Dutoit la nomme Directrice de l'information à TF1, un an plus tard.
Durant cette période, TF1 voit un grand nombre de ses animateurs et producteurs partir sur La Cinq : Patrick Sabatier, Patrick Sébastien, Stéphane Collaro, Marie-France Brière ou encore Philippe Bouvard.
Rapidement, Mougeotte et Dutoit doivent tenter de retourner la situation et obtenir des succès d'audience et d'image. TF1 connaît certaines innovations : la création de nouvelles émissions de variétés; avec Sacré soirée de Jean-Pierre Foucault dont une spéciale tournée notamment sur l'ex-paquebot France (Norway), au Mexique, de nouveaux programmes de divertissement dont le Club Dorothée, Ciel, mon mardi !, ou encore les magazines Ushuaïa, Perdu de vue et Sans aucun doute. Pour l'information, Patrick Poivre d'Arvor venu d'Antenne 2 et Jean-Pierre Pernaut successeur d'Yves Mourousi, reprennent respectivement es journaux de 20h et de 13h. Le succès est au rendez-vous et TF1 connaît une période faste et des audiences historiques.
Outre Dorothée, la chaîne met ainsi en lumière Anne Sinclair, Nicolas Hulot, Philippe Risoli, Christian Morin, Christophe Dechavanne, Fabrice, Bernard Montiel, Alexandre Debanne, Catherine Laborde, Patrick Poivre d'Arvor, Patrick Roy, Jacques Pradel...
Cette période de forte concurrence entre La Cinq et TF1 se joue également au niveau de l'information : en 1995, Dutoit déclare au sujet de cette période, lors de la couverture de la Guerre du Golfe par TF1 : Une usine aussi lourde qui arrive à fonctionner, à réagir au doigt et à l'œil, sans un seul pépin, sans incident, c'est une consécration ! Aucun des networks américains n'est capable de ça, ni la BBC, ni la NHK. Personne n'est capable de faire ce qu'Étienne et moi avons fait pendant cette guerre... En revanche, selon Dutoit, si les événements sportifs ponctuels sont très performants en audience, il bien plus complexe de fidéliser et de rassembler des téléspectateurs au quotidien sur des tranches horaires précises et récurrentes.
Une lutte de Patrick Le Lay s'engage contre Étienne Mougeotte et Christian Dutoit pour le contrôle de TF1.
En avril 1988, Étienne Mougeotte et Christian Dutoit parviennent à convaincre Francis Bouygues de ne pas ouvrir son capital en laissant entrer Robert Maxwell et surtout Silvio Berlusconi parmi les actionnaires de TF1, ni acheter son coûteux catalogue de programmes qu'ils estiment surévalués.
En 1992, Christian Dutoit est nommé PDG des Studios 107, les plateaux du groupe TF1 situés à La Plaine Saint Denis, au nord de Paris.
Mais durant l'été 1992, Christian Dutoit perd la signature pour les dépenses de TF1, au profit de Patrick Le Lay.
La même année toutefois, à la suite de l'impact de la Première Guerre du Golfe sur les chaînes françaises et de la compétition avec La Cinq, Francis Bouygues demande à Christian Dutoit d'élaborer et de lancer la toute première chaîne d'information de France. Le 1er octobre 1993, il est ainsi nommé directeur général de la future chaîne.
Le 3 novembre 1993, Dutoit présente son projet à la direction de TF1; il détermine que la valeur de l'information étant stratégique dans l'univers médiatique, une telle chaîne va représenter "un instrument de pouvoir".
À la suite de l'étude qu'il a menée, Dutoit estime qu'il existe "...une attente réelle chez les provinciaux de tous milieux et de toutes orientations politiques. Ils considèrent que la télévision est faite par des Parisiens pour des Parisiens;  et que tout ce qui se déroule à l'extérieur du périphérique n'existe pas".
La création de La Chaîne Info est également souhaitée par le groupe TF1, notamment afin de permettre à certaines personnalités politiques ne pouvant pas s'exprimer sur la Une, de trouver un média leur permettant de le faire.
LCI est lancée le 24 juin 1994 et dirigée par Christian Dutoit avant d'être reprise, huit mois plus tard, par Jérôme Bellay.
En octobre 1994, à la suite d'un trait d'ironie lors de la remise de la Légion d'Honneur, Christian Dutoit se voit immédiatement signifier son licenciement; lors du cocktail donné après la cérémonie, il a plaisanté en évoquant que travailler avec Patrick Le Lay, ce n'est pas de la tarte. Ce type de pratiques de la direction de TF1 n'est pas isolée et d'autres cadres dirigeants en font les frais comme Anne Sinclair, Christine Ockrent ou Cyril du Peloux. Ainsi, même Patrick Poivre d'Arvor, champion évincé du 20h subit des conditions vexatoires similaires : le 11 juillet 2008, lendemain de son dernier JT, il sort de TF1 pour déjeuner et faire une conférence de presse. À son retour, il découvre son bureau rempli de cartons avec les déménageurs en train de s'activer.
Patrick Le Lay va déclarer plus tard que TF1 aurait proposé à Christian Dutoit d'élaborer et lancer un bouquet de chaînes visant à concurrencer celui que Canal+ exploite depuis 1992. Mais après avoir été évincé de TF1, Christian Dutoit préfère rejoindre Claude Berda, Jean-Luc Azoulay et Ghislain Achard pour lancer un tout autre bouquet télévisuel avec le groupe AB.

## Pionnier du numérique
En 1995, alors que Canal+ subit des retards pour lancer son bouquet de chaînes numériques par satellite et que son concurrent TPS en est encore au stade de projet, Claude Berda, PDG du groupe AB demande à Christian Dutoit de concevoir une offre alternative qui se veut populaire et donc proposant un abonnement moins coûteux. L'objectif consiste à lancer un bouquet numérique de 18 chaînes thématiques dès le mois d'avril 1996 sur les réseaux câblés en Suisse puis en France, quelques mois après.
En août 1997, le président du groupe Canal+ Pierre Lescure lui demande de concevoir et lancer la seconde chaîne d'information française : i>télévision. Dutoit se déplace à New York pour s'inspirer de la chaîne New York One, une chaîne locale américaine où ses reporters journalistes vivent dans le quartier qu'ils sont chargés de couvrir. Comme ce qui se pratique en radio à la même époque, les journalistes de terrain produisent et contrôlent leur reportage totalement, en effectuent le montage, enregistrent eux-mêmes leur commentaire avant de verser ce fichier dans la play-list de diffusion.
Pierre Lescure tient alors surtout à dresser un mur entre la petite i>télévision et puissante chaîne Canal+.
Dutoit est nommé directeur général et développe pour la chaîne, une série d'innovations et d'outils numériques dont beaucoup sont encore inédits et que le groupe TF1 n'exploite pas encore. Certaines des solutions technologiques sont conseillées par Renaud Le Van Kim.
L'objectif de la réactivité et de la priorité au direct en images depuis le lieu où se situe l'événement représente l'objectif principal voulu par Christian Dutoit pour concurrencer LCI, chaîne alors plus axée sur les analyses d'experts et journalistes spécialisés s'exprimant en plateau.
Une flotte de 29 véhicules satellite permet à un reporter de réaliser une retransmission en direct ou en différé, depuis n'importe quel point du territoire. Des équipements informatiques portables, un dispositif numérique centralisé permettant aux journalistes de rédiger, d'enregistrer directement leur commentaire depuis le desk de la rédaction, de procéder à leur montage puis au dépôt dans la play-list de diffusion de la chaîne.
Mais avant même son lancement, la nouvelle chaîne d'information subit les critiques par une partie de la presse. Une émission spéciale de Marc-Olivier Fogiel qui va quitter Canal+ quelques jours plus tard, dénonce l'inexpérience des jeunes journalistes et Les Guignols qui ironisent quotidiennement sur les ratés présumés de la nouvelle chaîne info, font alors fortement réagir Pierre Lescure.
Dès la fin de l'année 1999, le site web de la chaîne est axé presque exclusivement sur la vidéo et dont la production exécutive et la régie publicitaire sont confiées à une filiale de Vivendi : le service va proposer des podcasts et l'antenne en direct en streaming. Un modèle économique innovant préfigure un service similaire à celui de Youtube qui va l'exploiter cinq ans plus tard.
Parallèlement à la chaîne i>télévision, Christian Dutoit initie avec Jean-Jacques Silberstein avec lequel il a travaillé à La Cinq et à AB-sat, un service d'information interactif délocalisé, Le Journal de chez vous, préfigurant sur l'écran de télévision, le délinéarisé et les futures applications interactives sur smartphone.
Christian Dutoit parvient à obtenir la diffusion dans le bouquet TPS au printemps de l'année 2000 malgré le contrôle des actionnaires (TF1, M6, France Télécom, RTL-CLT, France Télévisions, Lyonnaise Communications) concurrents de Canal+. De même, le directeur de la chaîne parvient aussi à convaincre tous les opérateurs câble et réseaux de diffusion français de reprendre la chaîne i>télévision.
Le 17 avril 2001, alors que Canal+ connaît des soubresauts importants pour sa prise de contrôle, le PDG de Vivendi Jean-Marie Messier force Pierre Lescure à quitter le groupe. Ce départ entraine la fusion des rédactions, refusée par Pierre Lescure jusqu'ici.
Le 4 août 2001, Christian Dutoit quitte la chaîne i>télévision. Il est remplacé par son collègue Jean-Claude Pâris. Il ne quitte pas pour autant le groupe Canal+ en prenant la tête d'Expand où il retrouve Michel Drucker nommé conseiller pour les affaires audiovisuelles ainsi que le réalisateur-producteur Renaud Le Van Kim.
19 janvier 2003, Christian Dutoit est nommé au Conseil Supérieur de l'Audiovisuel par le président de l'Assemblée nationale Jean-Louis Debré; sous la présidence de Dominique Baudis, il reprend le siège de son ami Pierre Wiehn au CSA. Chargé des dossiers internationaux en 2003, il traite ensuite les dossiers structurants pour des secteurs tels que les télévisions locales, l’Outre-mer ou encore les télévisions payantes.
En février 2009, il est nommé membre du Conseil économique, social et environnemental, section des activités productives, de la recherche et de la technologie pour deux années et demie.
Il fonde le cabinet conseil MCD en janvier 2011.
À la suite de sa disparition survenue le 5 septembre 2021, à l'âge de 80 ans, certains professionnels saluent sa mémoire. Dans un communiqué, le CSA évoque une grande figure du secteur audiovisuel et un précurseur. Ceux qui ont eu le plaisir de le côtoyer soulignent son humour, son esprit visionnaire et son profond attachement à l’intérêt du public. La revue Écran-Total : Il fut une figure importante de la télévision française. Jean-Luc Azoulay : Christian Dutoit, l’homme qui a créé le nouveau TF1 aux côtés d’Étienne Mougeotte.  Michel Denisot : Il savait tout de la télévision depuis longtemps. Il m’a accueilli à mes débuts avec bienveillance et m’appelait Banga hier encore. J’ai commencé avec lui en apportant des jus de fruits à Cognacq-Jay. Jean-Pierre Foucault : Christian Dutoit grand homme de télé. Une belle aventure à ses côtés avec Étienne Mougeotte et Patrick le Lay , la création de TF1. Colères légendaires mais grand cœur !.

## Famille
Il a deux frères, Jacques et Michel et est l'époux d'Iréna Dutoit, docteur en endocrinologie à Paris.

## Distinctions et décorations
- Chevalier de la Légion d'honneur, le 3 avril 1994[95].
- Croix du combattant[90]
- Médaille de reconnaissance de la Nation[90]